# Cymophyllus fraserianus
Cymophyllus fraserianus  là một loài thực vật có hoa trong họ Cói. Loài này được (Ker Gawl.) Kartesz & Gandhi mô tả khoa học đầu tiên năm 1991.